# هل النساء بشريات؟
هل النساء بشريات؟: وحوارات دولية أخرى هو كتاب من تأليف الباحثة القانونية والناشطة النسوية الراديكالية الأمريكية كاثرين أ.ماكينون. نُشر في عام 2006 من قبل مطبعة جامعة هارفارد. الكتاب عبارة عن مجموعة من المقالات والخطب التي ألقاها ماكينون خلال التسعينيات والعقد الأول من القرن الحادي والعشرين.       